# 실존
실존(實存, 영어: existence)이란 어떤 존재자(entity)가 실재(reality)와 상호작용할 수 있는 능력이다. 존재(being)의 존재론적 속성이다.
실존하는 것이 무엇이냐에 따라 모든 철학적 입장은 크게 유물론과 관념론으로 나뉜다. 유물론에서는 실존하는 사물은 물질과 에너지 뿐이라고 본다. 만물은 물질로 만들어져 있고, 모든 행동은 에너지를 필요로 한다. 의식을 포함한 모든 현상은 물질과 에너지의 상호작용의 결과일 뿐이다. 변증법적 유물론에서는 존재와 실존을 구분하지 않으며, 존재=실존을 물질의 다양한 형태의 객관적 실재로 정의한다.
한편 관념론은 물질계는 부차적인 것이고, 사고와 관념이야말로 실존하는 것이라고 본다. 관념론 철학들에서는 종종 실존의 한계를 넘어서는 능력으로서 초월이라는 것이 있어서 실존과 대비된다. 스콜라주의에서는 사물의 실존은 본질에서 파생되는 것이 아니라 유일신의 창조적 의지에 의해 결정되는 것이며, 실존과 본질의 이원론이 신을 통해서만 해결될 수 있다고 해석했다. 인식론적 관념론의 일종으로서 합리론은 실존을 인지가능성과 합리성으로 해석하며, 의식을 포함한 모든 현상은 물자체 너머에 있는 본체계를 이해하는 결과라고 해석한다.
실존을 정확히 어떻게 정의할 것인지는 존재론의 가장 중요하고 근본적인 주제 중 하나다. 존재론은 전통적으로 형이상학으로 알려진 철학의 주요 분야 중 하나로, 어떤 사물이나 존재자가 실존하는지, 또는 실존한다고 말할 수 있는지, 그리고 그러한 사물들이 유사성과 차이점에 따라 어떻게 계층화되고 세분화될 수 있는지를 다루는 철학이다.

## 같이 보기
- 유아론